# Sony Xperia 10
Sony Xperia 10 і Sony Xperia 10 Plus — це смартфони на Android, які продаються та виробляються Sony. Вони є частиною серії Xperia середнього рівня від Sony, були представлені на щорічному заході Mobile World Congress 25 лютого 2019 року разом із Xperia L3 і Xperia 1.

## Дизайн
Xperia 10 і Xperia 10 Plus мають цільну конструкцію з полікарбонату, а екран захищає скло Corning Gorilla Glass 5. Екран має асиметричні рамки, з верхньою рамкою, що містить динамік, фронтальну камеру, світлодіод сповіщень і різні датчики. Датчик відбитків пальців, кнопки живлення та гучності розташовані на правій стороні пристрою, а 3,5-мм роз’єм для навушників — у верхній частині; слот для картки розташований з лівого боку. Задні камери розташовані в центрі та розташовані біля верхньої частини телефону, а зверху – світлодіодний спалах. Нижній край містить основний мікрофон і спрямований вниз динамік, поруч із портом USB-C. Доступні чотири кольори, три з яких спільні: чорний, темно-синій і сріблястий. Четвертий колір унікальний, рожевий для 10 і золотий для 10 Plus.

## Технічні характеристики

### Апаратне забезпечення
Xperia 10 оснащений процесором Qualcomm Snapdragon 630 і графічним процесором Adreno 508, а Xperia 10 Plus — процесором Qualcomm Snapdragon 636 і графічним процесором Adreno 509. Обидва мають одну конфігурацію постійної пам'яті, 64 ГБ eMMC. 10 доступний з 3 ГБ ОЗП (або 4 ГБ ОЗП для Китаю); 10 Plus доступний з 4 ГБ оперативної пам’яті (або 6 ГБ ОЗП для Китаю). Розширення карти MicroSD підтримується в обох моделях до 512 ГБ з однією або гібридною двома SIM-карткою. Дисплей представляє собою IPS LCD-панель 21:9 1080p (1080 × 2520). 10 і 10 Plus мають 6-дюймові (152 мм) і 6,5-дюймові (165 мм) екрани відповідно, з щільністю пікселів 457 ppi і 422 ppi. Обидва телефони підтримують швидку зарядку на 18 Вт через USB-C. Ємність акумулятора становить 2870 мА·г для 10 і 3000 мА·г для 10 Plus. На задній панелі є подвійна камера. 10 має основний об’єктив на 13 Мп з PDAF і датчик глибини на 5 Мп. 10 Plus має основний об’єктив на 12 Мп і телеоб’єктив на 8 Мп, обидва мають PDAF. Фронтальна камера на обох має сенсор на 8 Мп.

## Програмне забезпечення
Xperia 10 і Xperia 10 Plus були випущені з Android 9.0 «Pie», але були оновлені до Android 10 у травні 2020 року.
Обидва також можуть запускати Sailfish OS і є пристроями, офіційно підтримуваними Jolla.